# Landesindex der Konsumentenpreise
Der Landesindex der Konsumentenpreise (LIK) misst die Teuerung der bedeutendsten Konsumgüter (Waren und Dienstleistungen) für die schweizerischen Privathaushalte. Es wird der Durchschnitt der Bevölkerung genommen, um auch einen «wahrheitsgetreuen» Wert zu erhalten. Die Preisentwicklung misst der LIK anhand eines Warenkorbs, der rund 1050 Waren und Dienstleistungen enthält. Diese werden gemäss ihrem Anteil am Haushaltbudget gewichtet.
Der LIK wird vom Bundesamt für Statistik erhoben.

## Gesetzliche Grundlagen
Als gesetzliche Grundlagen dienen dem Landesindex der Konsumentenpreise das Bundesstatistikgesetz vom 9. Oktober 1992 (SR 431.01)  sowie die Verordnung über die Durchführung von Statistischen Erhebungen des Bundes vom 30. Juni 1993 (SR 431.012.1).

## Art der Erhebung
Der LIK ist eine Stichprobenerhebung – vor Ort, per Telefon, Internet, Post oder anhand von Scannerdaten. Pro Monat werden an rund 3'000 Verkaufsstellen rund 50'000 Preise erhoben. Die Teilnahme an der Erhebung ist obligatorisch.

## Durchführung
Der LIK wird seit 1914 erhoben. In den Jahren 1939, 1966, 1977, 1982, 1993, 2000, 2005 und 2010 gab es umfassende Revisionen mit Neubasierung. Heute findet die Erhebung jeden Monat während der ersten zwei Monatswochen (Ausnahme: Erhebung der Preise für Heizöl und Treibstoffe in der 1. und 3. Woche des Monats) statt.

## Zusammensetzung des Warenkorbs
Seit dem Jahr 2000 wird der Warenkorb jährlich neu gewichtet.
Der Warenkorb des LIK 2022 setzt sich wie folgt zusammen:
| Hauptgruppe                              | %-Anteil |
| ---------------------------------------- | -------- |
| Nahrungsmittel und alkoholfreie Getränke | 12,608   |
| Alkoholische Getränke und Tabak          | 3,482    |
| Bekleidung und Schuhe                    | 2,691    |
| Wohnen und Energie                       | 26,595   |
| Hausrat und laufende Haushaltsführung    | 4,518    |
| Gesundheitspflege                        | 16,671   |
| Verkehr                                  | 10,976   |
| Nachrichtenübermittlung                  | 3,029    |
| Freizeit und Kultur                      | 6,775    |
| Unterricht                               | 0,949    |
| Restaurants und Hotels                   | 5,823    |
| Sonstige Waren und Dienstleistungen      | 5,883    |

Steuern, Haftpflichtversicherung sowie die Krankenkassenprämien werden nicht miteinbezogen, da es sich ausschliesslich um den «privaten Konsum» handeln soll. So werden zum Beispiel die Preise der Medikamente und nicht die Krankenkassenprämien gemessen.

## Bedeutung des LIK
Der LIK hat eine grosse Informationsbedeutung für:
- Konsumverhalten: Entscheidungen von Sparen oder Konsum
- öffentliche Institutionen (Sozialversicherungen, Bund, Kantone und Gemeinden): Konjunkturpolitik und Teuerungsdiskussion → Anpassung von Budget, Renten und Prämien.
- Unternehmen: Beurteilung der Wirtschaftslage
- Private Haushalte: Entscheidungen von Sparen oder Konsum
- Schweizerische Nationalbank: Geldpolitik Inflation